# Dream 3
O Dream 3: Light Weight Grandprix 2008 2nd Round foi um evento de MMA da série DREAM realizado no dia 11 de maio de 2008 em Saitama, Japão. Foi a segunda parte do torneio de pesos-leves, e a principal luta foi entre Caol Uno e Mitsuhiro Ishida. O torneio de pesos-leves teve conclusão no Dream 5.